# Teoria do reforço
A teoria do reforço é uma teoria que faz previsões a fatores como qualidade e volume de trabalho, persistência do esforço, absenteísmo, impontualidade e índice de acidentes. A teoria não lida com estados internos como a motivação. Ela explica o comportamento como função de experiências recompensadoras anteriores ou histórico de reforço. O comportamento é uma resposta ao ambiente.

## O reforço
Reforço é todo acontecimento que, vindo em consequência de uma resposta, aumenta a probabilidade de emissão de respostas similares. Toda conduta é controlada por sua consequência. A relação entre um ato e suas consequências é chamada de condicionamento operante. Assim, uma resposta operante é um comportamento seguido de um reforço.

### Condicionamento operante
Aprendizagem na qual a probabilidade de uma resposta é alterada pela mudança em suas consequências.

### Operante
Comportamento manifestado por um organismo, e que pode ser caracterizado em termos de efeitos observáveis no ambiente.

### Contingência de reforçamento
Relação consistente entre uma resposta e as mudanças no ambiente que ela produz.

## Tipos de reforços:[3]
| Reforçador                                                                                                 | Reforço positivo                                                                                                  | Reforço negativo                                                                                            | Extinção operante |
| --- | --- | --- | --- |
| Qualquer estímulo que, quando tomado contingente em relação a uma resposta, aumenta a probabilidade desta. | Comportamento seguido da apresentação de um estímulo desejável, aumentando a possibilidade daquele comportamento. | Comportamento seguido da remoção de um estímulo aversivo, aumentando a probabilidade daquele comportamento. | Quando um comportamento não produz mais consequências previsíveis, seu retorno ao nível de ocorrência que tinha antes do condicionamento operante. |

## Lei do efeito
Lei básica de aprendizagem que diz que o poder de um estímulo para evocar uma resposta é fortalecido quando essa resposta é seguida por uma recompensa, e enfraquecido quando não é. Os comportamentos são estabelecidos através da junção ou combinação do comportamento com o reforço. No trabalho, os comportamentos para o desempenho organizacional  aumentam quando recompensados.

## Recompensas[5]
Forma de retorno, monetário ou não, que cada colaborador recebe em função do seu trabalho e abriga três áreas: salários, incentivos e benefícios. 

### Remuneração e incentivos
Retorno dado ao funcionário em função do seu trabalho.
Modelos de remuneração:
- Remuneração por competência: consiste no alcance das competências organizacionais e pessoais determinadas.

- Remuneração por desempenho: faz com que o colaborador receba sua remuneração atrelada aos indicadores de desempenho.

### Benefícios e serviços
O benefício é uma forma de remuneração indireta que visa oferecer aos colaboradores uma base para a satisfação de suas necessidades pessoais.
Tipos de benefícios:
- Monetários: férias, 13° salário, complementação salarial e outros.
- Não monetários: refeitório, assistência médica, hospitalar e odontológica, serviço social e aconselhamento, clubes e agremiações, transporte, horários flexíveis e outros.

Principais objetivos dos benefícios:
- Individuais: atender às necessidades dos colaboradores, proporcionando uma vida pessoal e profissional com maior qualidade e tranquilidade.
- Econômicos: reduzir a rotatividade de pessoas e minimizar os custos das horas trabalhadas.
- Sociais: melhorar a qualidade de vida no trabalho.

## Punições[3]
Punição é qualquer estímulo que, ao ser tornado contingente com relação a uma resposta, diminui a probabilidade daquela resposta. 
Tipos punições:
- Punição positiva: comportamento seguido da apresentação de um estímulo aversivo, diminuindo a probabilidade daquele comportamento.
- Punição negativa: comportamento seguido pela remoção de um estímulo apetitoso, diminuindo a probabilidade daquele comportamento.

## Aplicações do reforço
O comportamento aumentar se for recompensado é a base para os sistemas de incentivo, como o pagamento por peça produzida para operários de fábricas ou comissões para vendedores. Com os sistemas de incentivo, as recompensas são resultantes de unidades individuais de produtividade, como a instalação da porta de um refrigerador ou a venda de um automóvel. Para trabalhos há comportamentos específicos e mensuráveis relevantes ao desempenho que são quantificados. Por exemplo, telefonistas recompensados por atender ao telefone dentro de um limite específico de número de toques. Há funções não mensuráveis que não são quantificados para verificar o desempenho, como o trabalho de um professor não ser divisível em unidades individuais de produtividade ou comportamento individual que seja recompensado.